# Oasis (Il Guardiano del Faro)
Oasis, pubblicato nel 1978, è un album discografico del musicista italiano Il Guardiano del Faro (Federico Monti Arduini).
Fu il primo album nella carriera del musicista milanese a contenere solo brani inediti, composti interamente da lui eccetto il brano Lady Moon, firmato assieme a Johnny Farina del duo statunitense Santo & Johnny.

## Tracce
Musiche di Federico Monti Arduini, eccetto dove indicato.
Lato A
1. Sinfonia al sole che nasce (strumentale) – 3:11
2. ...Miss Springtime (...mia) (strumentale) – 4:53
3. Non una corda al cuore (strumentale) – 6:24
4. Lady Moon (strumentale) – 3:15 (musica: F. M. Arduini, Johnny Farina)
5. La ragazza che amava il mare e il vento (strumentale) – 1:58

Lato B
1. Disco Divina (strumentale) – 4:06
2. Oasis (strumentale) – 4:09
3. Immenso mare, immenso amore (strumentale) – 6:13
4. Zenith (strumentale) – 3:05
5. Finale (strumentale) – 0:41

## Formazione
- Federico Monti Arduini – tastiere, drum machine
- Tullio De Piscopo – batteria (tracce: 2, 3, 6)
- Johnny Farina – chitarra elettrica (traccia: 4)